# Yvonne Girard
Yvonne Girard, né le 20 mars 1912 à Paris et morte le 31 octobre 1980 à Rueil-Malmaison, était une joueuse de badminton française, licenciée au B.C.F. (du Racing Club de France). 
En double dames, elle faisait équipe avec sa sœur Madeleine durant les années 1940, période où elle fut aussi la numéro 1 française de sa discipline, tant en simple qu'en double, ce jusqu'en 1950.
Durant la Seconde Guerre mondiale, elle fut nommée secrétaire générale adjointe de la FFBA.

## Palmarès
Internationaux de Paris (Open de France - 15 titres) : 
- Simple dames : 1940, 1941, 1942, 1943, 1944 et 1945 ;
- Double dames : 1940, 1941, 1942, 1943, 1944, 1945 et 1946, 7 fois avec Madeleine Girard, et encore en 1955, à 43 ans, avec Mireille Laurent (encore vainqueur de l'épreuve en 1959 avec M. Sharp, du double mixte la même année avec le danois A. Nyberg, et championne de France de double mixte en 1957 avec Henri Pellizza et du double dames en 1971 (!) avec Lisa Mauhourat) (et Yvonne aussi finaliste en 1937, 1947 et 1950) ;
- Double mixte : 1946 avec Yves Baudouin (et finaliste en 1942 avec Autret) (épreuve remportée par Madeleine en 1940 avec Henri Pellizza, et en 1941, 1942 et 1943 encore par elle, cette fois avec Michel Marret).

Championnats de France : 1 titre en 1955 en simple (âgée de 43 ans). Elle était déjà finaliste en 1937, à 15 ans ;
Championnats de France par équipes (clubs) : 10 titres avec le Racing (Coupe Jehan Kuntz) en 1942 (1re édition), 1943, 1944, 1945, 1946, 1947, 1948, 1949, 1950, et 1955 ;
Finaliste du championnat de Normandie en simple en 1950 (cette année-là ouvert aux sportifs parisiens).